# هیپوآلبومینمی
هیپوآلبومینمی (به انگلیسی: Hypoalbuminemia) در پزشکی به پایین بودن غلظت سرمی آلبومین در خون اشاره دارد ؛ که به‌طور معمول کمتر از ۳/۵ گرم بر دسی‌لیتر (محدوده طبیعی آلبومین پلاسما (۳٫۵ - ۵٫۰ g/dL)) تعریف می‌گردد.

## بیماریزایی
هیپوآلبومینی اغلب بخشی از هیپوپروتئینمی است. چون آلبومین در کبد ساخته می‌شود اصلیترین دلیل هیپوآلبومینمی اختلالات کبدی مانند سیروز و هپاتیت مزمن است. سوءتغذیه و دفع کلیوی پروتئین (سندرم نفروتیک) سایر علل هیپوآلبومینمی هستند.

## علائم
علائم هیپوآلبومینمی عبارتند از خیز منتشر که ناشی از کاهش فشار انکوتیک می‌باشد.